# Arminda burri
Arminda burri är en insektsart som beskrevs av Boris Petrovich Uvarov 1935. Arminda burri ingår i släktet Arminda och familjen gräshoppor. IUCN kategoriserar arten globalt som livskraftig. Inga underarter finns listade i Catalogue of Life.